# (523955) 1998 UU43
(523955) 1998 UU43 est un objet transneptunien de magnitude absolue 7,4. Son diamètre est estimé entre 130 et 210 km.
Il est en résonance 3:4 avec  Neptune.